# Seznam panovníků Bosny a Hercegoviny

Znak Bosenského království

Toto je seznam vládců a panovníků Bosny, respektive Bosny a Hercegoviny.

### Bosenské knížectví(1082–1136)
| # | jméno                  | obrázek | doba života | doba života | doba vlády | doba vlády | rodiče     |
| # | jméno                  | obrázek | narození    | úmrtí       | od         | do         | rodiče     |
| - | ---------------------- | ------- | ----------- | ----------- | ---------- | ---------- | ---------- |
| 1 | Štěpán (správce Bosny) |         | ?           | 1095        | asi 1084   | 1095       | Berislav ? |

### Bosenský banát(1136–1377)
| #                                           | jméno                         | Rod           | obrázek | doba života     | doba života     | doba vlády | doba vlády     | rodiče                               |
| #                                           | jméno                         |               | obrázek | narození        | úmrtí           | od         | do             | rodiče                               |
| ------------------------------------------- | ----------------------------- | ------------- | ------- | --------------- | --------------- | ---------- | -------------- | ------------------------------------ |
| 1                                           | Borić                         | Boričevićové  |         | kolem roku 1100 | po roce 1165    | 1154       | 1163           | Berislav ?                           |
| 1163–1180 – Bosna pod byzantskou nadvládou. |                               |               |         |                 |                 |            |                |                                      |
| 2                                           | Kulin                         | Kulinićové    |         | asi 1145        | 1204            | 1180       | 1204           | Borić ?                              |
| 3                                           | Štěpán                        | Kulinićové    |         | ?               | 1236            | 1204       | 1232           | Kulin Vojislava                      |
| 4                                           | Matěj Ninoslav                | Kulinićové    |         | ?               | 1250            | 1232       | 1250           | Radivoj ?                            |
| 5                                           | Prijezda I.                   | Kotromanićové |         | 1211            | 1287            | asi 1250   | 1287           | ?                                    |
| 6                                           | Prijezda II.                  | Kotromanićové |         | 1233/42         | 1290            | 1287       | 1290           | Prijezda I. Alžběta                  |
| 7                                           | Štěpán I.                     | Kotromanićové |         | 1242            | 1314            | 1287       | 1299           | Prijezda I. Alžběta                  |
| 8                                           | Mladen I. Šubić               | Šubićové      |         | asi 1255        | 1304            | 1299       | 1304           | Štěpán Šubić ?                       |
| 9                                           | Pavel Šubič (Bosniae dominus) | Šubićové      |         | 1245            | 1.5. 1312       | 1305       | 1312           | Štěpán 2. Šubić ?                    |
| 10                                          | Mladen II. Šubić              | Šubićové      |         | asi 1270        | 1341 nebo 1343  | 1304       | 1322           | Pavel Šubić Ursa                     |
| 11                                          | Štěpán II.                    | Kotromanićové |         | před rokem 1295 | září 1353       | 1322       | září 1353      | Štěpán I Kotromanić Alžběta Srbská   |
| 12                                          | Tvrtko I.                     | Kotromanićové |         | 23. srpna 1338  | 10. března 1391 | 1353       | 1366           | Vladislav Kotromanić Helena Šubićová |
| 13                                          | Štěpán Vuk                    | Kotromanićové |         | 1345            | 1375            | 1366       | 1367           | Vladislav Kotromanić Helena Šubićová |
| (12)                                        | Tvrtko I.                     | Kotromanićové |         | 23. srpna 1338  | 10. března 1391 | 1366       | 26. října 1377 | Vladislav Kotromanić Helena Šubićová |

### Bosenské království(1377–1463)
| #  | jméno            |                           | obrázek | doba života     | doba života        | doba vlády      | doba vlády         | rodiče                                       |
| #  | jméno            |                           | obrázek | narození        | úmrtí              | Z               | do                 | rodiče                                       |
| -- | ---------------- | ------------------------- | ------- | --------------- | ------------------ | --------------- | ------------------ | -------------------------------------------- |
| 1  | Tvrtko I.        | Kotromanićové             |         | 23. srpna 1338  | 10. března 1391    | 26. října 1377  | 10. března 1391    | Vladislav Kotromanić Helena Šubićová         |
| 2  | Štěpán Dabiša    | Kotromanićové             |         | ?               | září 1395          | 10. března 1391 | 7. září 1395       | Ninoslav ?                                   |
| 3  | Helena Hrubá     | Nikolićové /Kotromanićové |         | asi 1345        | po 13. březnu 1399 | září 1395       | květen 1398        | ? Nikolić ?                                  |
| 4  | Štěpán Ostoja    | Kotromanićové             |         | asi 1378        | září 1418          | květen 1398     | únor 1404          | Tvrtko I. Kotromanić ?                       |
| 5  | Tvrtko II.       | Kotromanićové             |         | před rokem 1382 | po 22. červnu 1443 | 1404            | říjen 1409         | Tvrtko I. Kotromanić Dorota Bulharská        |
| 6  | Štěpán Ostoja    | Kotromanićové             |         | asi 1378        | září 1418          | říjen 1409      | září 1418          | Tvrtko I. Kotromanić ?                       |
| 7  | Štěpán Ostojić   | Kotromanićové             |         | ?               | 1422               | 1418            | 1420               | Štěpán Ostoja Kotromanić Kujava Radinovićová |
| 8  | Tvrtko II.       | Kotromanićové             |         | před rokem 1382 | po 22. červnu 1443 | 18. srpna 1421  | po 22. červnu 1443 | Tvrtko I. Kotromanić Dorota Bulharská        |
| 9  | Štěpán Tomáš     | Kotromanićové             |         | asi 1412        | 10. července 1461  | 1443            | 10. července 1461  | Štěpán Ostoja Kotromanić ?                   |
| 10 | Štěpán Tomašević | Kotromanićové             |         | před rokem 1444 | červen 1463        | 1461            | 1463               | Štěpán Tomáš Kotromanić Vojača               |

Od roku 1463 Bosna jako součást Osmanské říše.

## Knížectví Hercegovina
| # | jméno                | Rod      | obrázek | doba života    | doba života     | doba vlády      | doba vlády      | rodiče                                           |
| # | jméno                |          | obrázek | narození       | úmrtí           | od              | do              | rodiče                                           |
| - | -------------------- | -------- | ------- | -------------- | --------------- | --------------- | --------------- | ------------------------------------------------ |
| 1 | Štěpán Vukčić Kosača | Kosačové |         | 1404           | 22. května 1466 | 1448            | 22. května 1466 | Vukac Hranić Kateřina                            |
| 2 | Vladko Kosača        | Kosačové |         | 1426 nebo 1427 | 1490            | 22. května 1466 | 1483            | Štěpán Vukčić Kosača Jelena Stratimirovic Balšić |

### Pretendentiatitulární králové
| # | jméno              | Rod                | obrázek | doba vlády | doba vlády | poznámka                                   |
| # | jméno              |                    | obrázek | od         | do         | poznámka                                   |
| - | ------------------ | ------------------ | ------- | ---------- | ---------- | ------------------------------------------ |
| 1 | Matyáš Radivojević | Radivojevićové     |         | 1465       | 1471       | Titulární král, dosazen osmanským sultánem |
| 2 | Mikuláš Ilocký     | Iločtí (Újlakiové) |         | 1471       | 1477       | Titulární král, dosazen uherským králem    |
| 3 | Matyáš Vojsalić    | Hrvatinićové       |         | 1472       | 1476       | Titulární král, dosazen osmanským sultánem |

Od roku 1483 Hercegovina jako součást Osmanské říše .

## Nezávislý stát Chorvatsko

### Dynastie Savojských
| # | jméno        | Rod      | obrázek | doba vlády | doba vlády | poznámka                                                                                  |
| # | jméno        |          | obrázek | od         | do         | poznámka                                                                                  |
| - | ------------ | -------- | ------- | ---------- | ---------- | ----------------------------------------------------------------------------------------- |
| 1 | Tomislav II. | Savojští |         | 1941       | 1943       | Aimon Savojský, vévoda z Aosty jako chorvatský král, kníže Bosny a Hercegoviny; abdikoval |